# Râul Armăsarul, Olt
Râul Armăsarul este un afluent al râului Olt. 

## Hărți
- Harta Munții Cozia [nefuncțională – arhivă]